# أوغست فيرديناند موبيوس
أوغست فيرديناند موبيوس (بالألمانية: August Ferdinand Möbius) هو عالم رياضيات وعالم فلك ألماني. ولد في السابع عشر من نونبر عام 1790 وتوفي في لايبزغ في السادس والعشرين من شتنبر عام 1868 عن عمر يناهز سبعا وسبعين سنة.
هو من أحفاد المصلح الديني مارتن لوثر من جهة الأم. درس الرياضيات على يد كارل فريدريش غاوس ويوهان فريدريش بفاف.
عرف بشكل أساسي باختراعه لشريط موبيوس، وهو مساحة غير موجهة ذات بعدين، ولكنها تحتوي على ضفة واحدة فقط عندما تدمج في فضاء اقليدي ثلاثي الأبعاد. كان له أيضا مساهمات في الهندسة الإسقاطية.
اهتمامه بنظرية الأعداد أدى به إلى تعريف دالته المعروفة بدالة موبيوس وإلى صيغة القلب لموبيوس.

## روابط خارجية
- أوغست فيرديناند موبيوس على موقع الموسوعة البريطانية (الإنجليزية)
- أوغست فيرديناند موبيوس على موقع إن إن دي بي (الإنجليزية)